# Thánh Giuse
Thánh Giuse (hay Yuse từ tiếng Ý Giuseppe, từ tiếng Do Thái: יוֹסֵף "Yosef"; tiếng Hy Lạp: Ἰωσήφ; từ tiếng Anh: Joseph,đôi khi cũng được gọi là Thánh Giuse Thợ, hoặc Thánh Cả Giuse, Giuse thành Nazareth hoặc Giô-sép) là một vị thánh của Kitô giáo. Những ghi chép về Giuse xuất hiện đầu tiên trong các bản Phúc Âm Luca và Matthew (còn những văn bản ra đời sớm của Phúc Âm như các thư Sứ đồ Phaolô hay Phúc Âm Máccô không đề cập đến người chồng của Maria). Tuy các thông tin đề cập trong hai sách trên không hoàn toàn thống nhất với nhau nhưng chúng cùng mô tả Giuse là bạn thanh sạch của Maria và cha về mặt pháp lý của Giêsu. Theo Phúc Âm Luca, Giuse là người thuộc chi họ Giuđa, hậu duệ đời thứ 40 của vua David, sinh trú tại Bêlem. Ông thuộc tầng lớp gia đình bình dân của xã hội thời đó. Ông đính hôn với Maria - một thiếu nữ quê ở Nazareth, cũng thuộc chi họ Giuđa.
Tất cả các sách Tân Ước đều không thuật lại một lời nói nào của Giuse mà chỉ nhắc đến những hành động được cho là thi hành lời của Thiên Chúa phán qua sứ thần. Đứng trước sự việc Maria mang thai không phải bởi mình, Giuse đã không từ bỏ Maria và cái thai trong bụng bà mà ông muốn họ có một tư cách pháp lý theo luật Do Thái: "là con cháu vua David đúng như lời Thiên Chúa đã hứa từ thời Cựu Ước". Ông Giuse cũng nhận lời phán truyền của Thiên Chúa qua lời thiên sứ để đưa Maria và Jesus rời xứ Judea sang Ai Cập nhằm tránh cuộc thảm sát của vua Herode Đại đế. Sau đó cũng chính ông nghe lời của thiên sứ truyền báo để đưa gia đình trở về quê hương sau khi Hêrôđê chết. Các sách Phúc Âm không cho biết Giuse qua đời vào thời điểm nào. Lần cuối cùng các văn bản này nhắc đến Giuse là khi ông tìm được trẻ Giêsu tại đền thờ Jerusalem, lúc đó Giêsu đang luận bàn giáo lý với các nhà thông học Do Thái giáo. Những chứng cứ gián tiếp cho thấy nhiều khả năng ông mất trước giai đoạn Giêsu hoạt động công khai.
Tên Giuse ít được nhắc đến trong Kitô giáo thời sơ khai. Tuy vậy, vai trò của ông về sau ngày càng được đề cao. Ngày nay, tất cả các nhánh của Kitô giáo, bao gồm Công giáo Rôma, Chính Thống giáo Đông phương và Anh giáo đều tôn kính Giuse. Ông là Thánh bổn mạng của nhiều quốc gia, vùng lãnh thổ, dòng tu, nam giáo dân. Cùng với sự lớn mạnh của ngành thần học nghiên cứu về Đức Mẹ Maria (Thánh Mẫu học), ngành thần học nghiên cứu về Thánh Giuse (tiếng Anh: Josephology) cũng đã xuất hiện. Từ những năm 1950, có nhiều trung tâm nghiên cứu về ngành này đã được thành lập và phát triển.
Thánh Giuse là thánh quan thầy (thánh bảo hộ) của Giáo Hội Công Giáo Việt Nam. Nhà thờ Chính Tòa Tổng Giáo Phận Hà Nội được đặt theo tên ông.

## Mô tả về Giuse trong Kinh Thánh và những tranh cãi

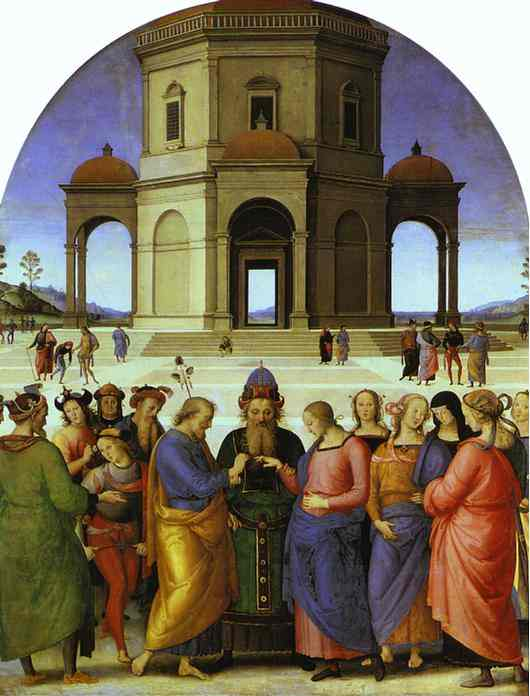
Họa phẩm: Giuse kết hôn với Maria của họa sĩ người Ý Pietro Perugino (1448-1523)

Các thư sứ đồ PhaoLô được coi là tư liệu Kitô giáo xưa nhất còn tồn tại có đề cập tới mẹ của Giêsu (dù không nêu tên bà) nhưng đã không nhắc tới cha của ông (ngoài Chúa Cha), chẳng hạn như Thư gửi tín hữu Rôma 15:26. Bản Phúc Âm sớm nhất của Máccô cũng không nhắc đến cha của Giêsu.

### Dòng dõi
Giuse được xuất hiện đầu tiên trong các sách Phúc Âm của Mátthêu và Luca. Phúc âm Luca có nhắc đến cha của ông Giuse là Heli trong khi Matthew lại gọi tên cha Giuse là "Jacob" (không phải Jacob Cựu Ước). Phúc Âm Matthew và Luca có cách mô tả hơi khác nhau về gia phả dòng tộc Giuse: trong khi Matthew cho rằng Giêsu theo nhánh chính của dòng tộc David nghĩa là con cháu vua Solomon thì Luca lần ngược tổ tiên Giuse lên tới Nathan, một người con khác của vua David, và lập ra một phả hệ khác hẳn. Một số học giả tìm cách hòa giải những mâu thuẫn này bằng cách xem Giuse thuộc dòng Solomon trong khi Maria thuộc dòng Nathan.

### Nghề nghiệp
Trong sách Mátthêu, tác giả gọi Giêsu là con của một tekton (τέκτων), còn Máccô thì gọi Giêsu chính là một tekton. Từ tekton thường được dịch là "thợ mộc", nhưng nghĩa rộng hơn (tek là nguồn gốc các từ technical, technology chỉ kĩ thuật, công nghệ) có thể bao gồm những người chế tạo vật dụng từ nhiều vật liệu khác nhau không chỉ là gỗ; thậm chí có thể chỉ cả thợ xây.
Những kết quả khai quật ở Nazareth dấy lên suy đoán rằng Giuse đã tham dự vào việc tái dựng thành Sepphoris (tức Tzippori) bị người La Mã phá hủy năm 4 TCN, một vấn đề gây nhiều tranh cãi. Một số học giả nêu ra các tư liệu chứng minh sự thiếu lao động thủ công lành nghề trong thời đó và cho rằng tekton nghĩa là một thợ thủ công lão luyện, có thể có xưởng thuê người làm việc. Nhìn chung, đó là một nghề mà có thể suy luận rằng gia đình Giuse có lẽ cũng khá giả. Trong đế quốc La Mã ngày xưa, xã hội được chia thành hai tầng lớp: hạng người humiliores là những người bình dân, ít của cải; và honestiores là những người giàu có. Những người tekton thuộc về tầng lớp honestiores. Geza Vermes nghiên cứu kinh Talmud của đạo Do Thái chỉ ra trong đó đã sử dụng từ naggar (thợ mộc) để chỉ những người khôn ngoan, được học hành. Nhưng truyền thống Kitô giáo ngay từ thời sơ khai đã coi Giuse xuất thân trong một gia cảnh tầm thường bình dân, như trong Phúc Âm Luca đã viết.

### Hành trạng

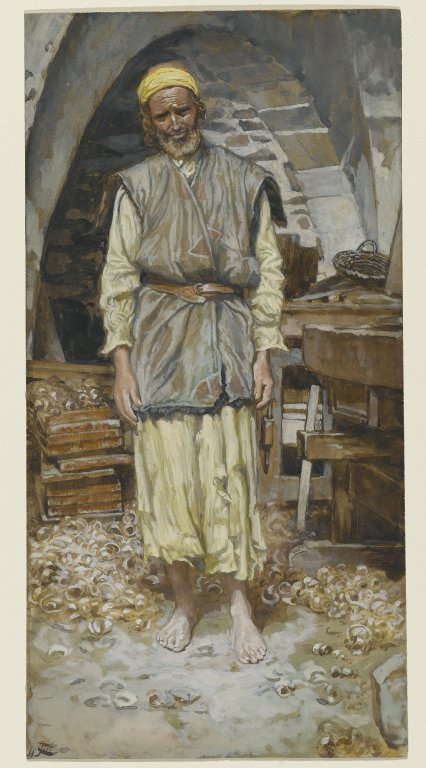
Thợ mộc Giuse trong Xưởng mộc của mình. Tranh vẽ của James Tissot vào thế kỷ XIX.

Trong các trình thuật về tuổi ấu thơ của Giêsu, tuy tiếp tục có sự khác nhau giữa các tác giả Tân Ước, nhưng tựu trung có thể thấy một sự tương đồng giữa Môisê trong Cựu Ước và Giêsu trong Tân Ước. Cả hai đều gặp nguy hiểm từ một vị vua độc ác, cả hai đều có người cha tên là Giuse (Joseph) và cha của hai Joseph này đều tên là Giacóp (Jacob). Phúc âm Mátthêu còn đi xa hơn khi miêu tả Giuse, chồng của Maria cũng nhận thông báo của thiên thần trong giấc mơ báo trước hiểm nguy (vua Hêrôđê tàn sát trẻ nhỏ) và đi sang Ai Cập, rất giống như trình thuật về Môisê. Chi tiết này không có trong sách của Luca.
Theo Mátthêu, ông Giuse sống ở Bêlem, nơi này Giêsu đã được sinh ra, sau đó di chuyển đến Nazareth với gia đình sau cái chết của vua Hêrôđê. Sau khi Giêsu được sinh ra, ông Giuse vẫn ở Bêlem trong một thời gian không xác định (có lẽ hai năm) cho đến khi phải lánh nạn ở Ai Cập. Sau đó, ông mang gia đình trở lại xứ Judea, rồi định cư tại Nazareth.
Trong sách Luca, ông Giuse đã sống ở Nazareth, và Giêsu được sinh ra tại Bêlem, vì Giuse và Maria phải đi đến Bêlem để thực hiện việc điều tra dân số trong lúc Maria đang sắp sửa đến ngày sinh. Luca không đề cập đến các thiên sứ và giấc mơ, cũng như việc chạy trốn sang Ai Cập của Thánh Gia.
Ông Giuse xuất hiện lần cuối cùng trong Phúc Âm ở câu chuyện lễ Vượt Qua và chuyến thăm đền thờ tại Giêrusalem khi Giêsu 12 tuổi, được mô tả trong sách của Luca. Câu chuyện về thời kỳ này có tính chất mô phạm, nhấn mạnh sự ý thức của Giêsu về sứ mệnh sắp tới của ông: ông nhắc tới từ "cha của tôi", nghĩa là chỉ Chúa Cha, nhưng ông Giuse và bà Maria đều không hiểu.
Không có sách Tin Mừng nào đề cập đến Giuse trong những sự kiện của quá trình trưởng thành và rao giảng của Giêsu. Có một chi tiết là người dân ở Nazareth nghi ngờ việc Giêsu là một tiên tri bởi họ biết rõ về gia đình ông. Trong sách của Mátthêu, những thị dân gọi ông là "con trai của bác thợ mộc và bà Maria" thay vì tên Giêsu, và đề cập tới những anh em trai tên là James, Joses, Simon và Judas. Trong sách Máccô, có một số người gọi Giêsu là "con trai của người thợ mộc" thay vì gọi tên Giuse. Trong sách Luca, dân chúng đã gọi Giêsu là con trai của Giuse con của Heli, nhưng không đề cập đến người anh em nào của Giêsu. Dân chúng nói về Giêsu được Luca miêu tả với giọng điệu tích cực còn trong sự miêu tả của Máccô và Mátthêu thì lại có hàm ý chê bai về gia phả của ông. Việc này cũng không xuất hiện trong sách của Gioan nhưng cũng có một câu chuyện được kể lại với chi tiết người Do Thái không tin Giêsu nên đã nói: "Ông Giêsu con ông Giuse, người có cha và mẹ mà chúng ta đều biết".
Ông Giuse không xuất hiện cùng Maria và Giêsu trong tiệc cưới ở Cana, sự kiện bắt đầu cho giai đoạn "sứ mệnh" của Giêsu, hay sự chịu nạn của Giêsu. Nếu ông Giuse có mặt trong cuộc đóng đinh Giêsu vào thập giá thì theo phong tục Do Thái ông sẽ đón nhận thi thể của Giêsu với tư cách là người cha, nhưng việc này Giêsu đã giao cho ông Giuse Arimathea đảm nhận. Tương tự, Giêsu cũng sẽ không ủy thác mẹ ông là bà Maria cho Gioan chăm sóc nếu chồng của bà là Giuse còn sống. Sự thiếu vắng thông tin về sự qua đời của Giuse khiến đưa tới suy luận của Giáo hội Công giáo rằng ông đã hưởng một cái chết bình an, họ xem ông là "quan thầy các kẻ chết lành".

### Bảng tóm tắt cuộc đời Giuse theo Kinh Thánh
| Thứ tự | Sự kiện                                | Mátthêu    | Máccô | LuCa         | Gioan         |
| ------ | -------------------------------------- | ---------- | ----- | ------------ | ------------- |
| 1      | Ông Giuse ở Nazareth                   |            |       | Luca 2:4     |               |
| 2      | Gia phả Giêsu                          | Mt 1:1-17  |       | Luca 3:23    |               |
| 3      | Ông Giuse đính hôn với bà Maria        | Mt 1:18    |       |              |               |
| 4      | Sứ thần truyền tin cho Giuse lần thứ 1 | Mt 1:20-21 |       |              |               |
| 5      | Ông Giuse và gia đình đi Bêlem         |            |       | Luca 2:8-15  |               |
| 6      | Giêsu Giáng sinh                       | Mt 1:25    |       | Luca 2:6-7   |               |
| 7      | Làm lễ rửa tội                         |            |       | LuCa 2:22-24 |               |
| 8      | Sứ thần truyền tin lần thứ 2           | Mt 2:13    |       |              |               |
| 9      | Đi sang Ai Cập                         | Mt 2:14-15 |       |              |               |
| 10     | Sứ thần truyền tin lần thứ 3           | Mt 2:19-20 |       |              |               |
| 11     | Trở về định cư tại Nazareth            | Mt 2:21-23 |       | Luca 2:39    |               |
| 12     | Tìm con Giêsu tại Đền thờ              |            |       | Luca 2:41-51 |               |
| 13     | Thánh Gia                              |            |       |              | Gioan 6:41-42 |

### Lý giải về mối hôn nhân và các tranh cãi khác
Sự khác biệt giữa các bản Phúc âm trong việc mô tả mối quan hệ giữa Giuse và Maria đã để lại nhiều thắc mắc cho đến tận ngày nay. Nhiều nhánh Kitô giáo có nhận xét khác nhau trong việc mô tả về mối quan hệ này. Gioan và Máccô đều nhắc đến Giêsu là "con trai Giuse" hay "con trai người thợ mộc" và nhấn mạnh, dòng dõi gia đình của Giuse là sự kế tục của vua Đavít. Khi xem xét mối quan hệ giữa Giuse và Maria, vấn đề trở nên phức tạp hơn khi đọc các văn bản Phúc âm của Tin Lành. Các văn bản này đề cập tới các "anh em trai" hay "chị em gái" của Giêsu. Thậm chí một số phái Tin lành cho rằng Kinh Thánh nói Bà Maria sau khi sinh Giêsu còn sinh cho ông Giuse một số người con khác một cách bình thường. Trường hợp James là đặc biệt rõ ràng, được Phaolô nhắc lại là "anh em trai của Chúa", người có ảnh hưởng lớn đến Cộng đồng Kitô giáo sau khi Giêsu qua đời. Các tác giả từ thế kỷ thứ II tới thế kỷ thứ V đã tìm cách giải thích việc làm sao mà Giêsu có thể đồng thời là "con của Chúa" và đồng thời là "con của Giuse". Câu chuyện còn kéo theo tranh luận về sự đồng trinh của Maria, một vấn đề không thống nhất và gây tranh cãi giữa các nhánh của Kitô giáo ở mọi thời đại.

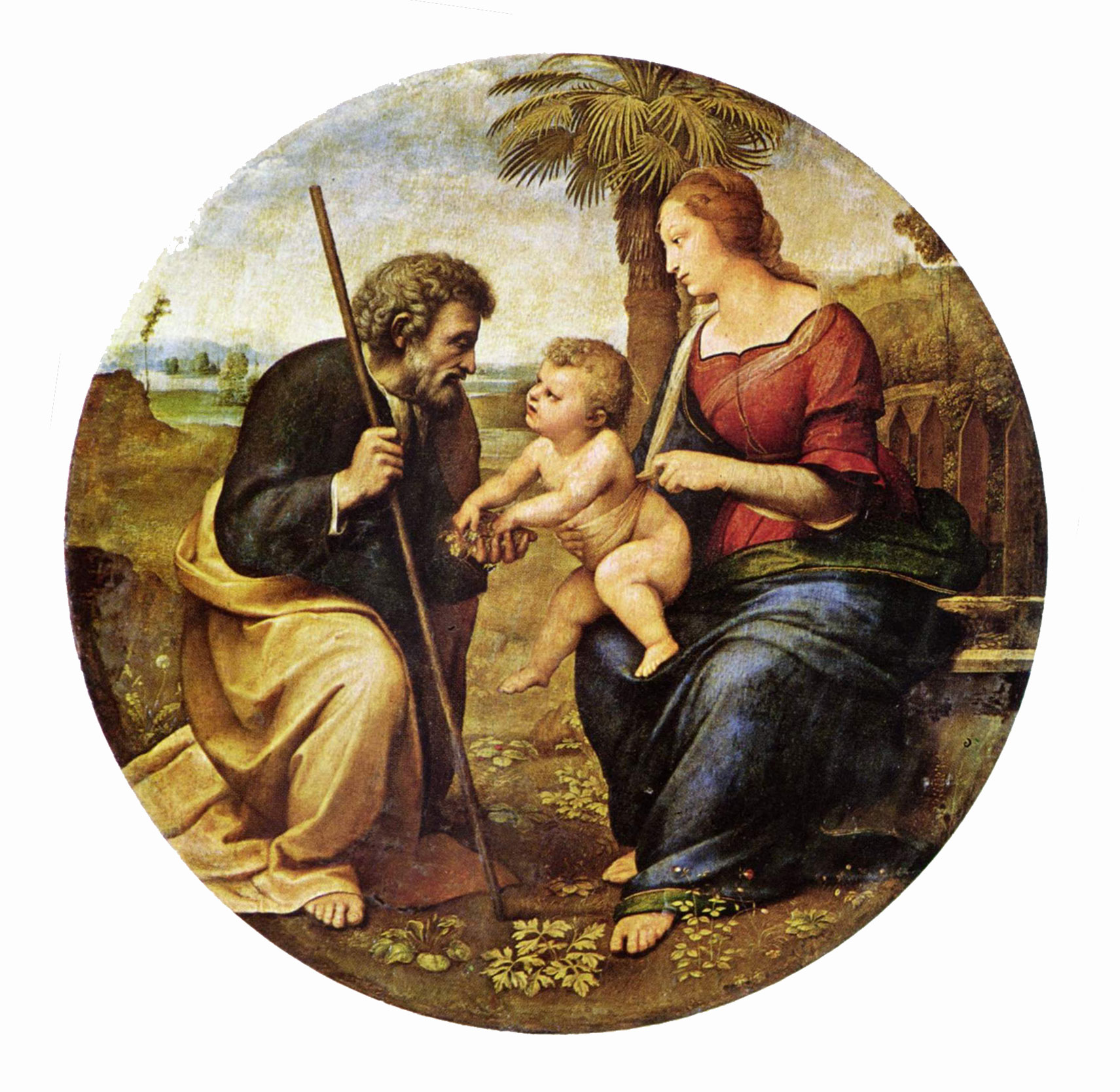
Tranh sơn dầu: Thánh gia của Raphael (1483-1520) vẽ năm 1506

Tài liệu Cơ đốc giáo đầu tiên đề cập trực tiếp là Phúc âm của James (Protoevangelium of James), được viết khoảng năm 150  Công nguyên bởi một người tự xưng là "James" (Giacôbê), người anh em của Giêsu. Trong khi bốn tác giả Phúc Âm quy điển không đề cập tới tuổi của Giuse, James giới thiệu Giuse là một ông già được số mệnh chọn (tức do chính Chúa chọn) để trông nom thiếu nữ Đồng trinh Maria. Cũng theo Phúc âm James thì những người mà Máccô nhắc đến là "anh em trai" của Giêsu (bao gồm chính James) thực ra là con của Giuse với vợ trước, không phải anh em ruột cùng mẹ của Giêsu. Phúc âm James sử dụng tuổi tác và đức công chính của Giuse để biện luận rằng ông Giuse không có quan hệ thân xác với Maria, James dẫn lời Giuse: "Tôi nhận cô ấy làm vợ tôi bởi số mệnh, và cô ấy chưa phải vợ tôi, mà cô ấy thụ thai bởi Thánh Linh". Phúc âm James này đã từng hết sức phổ biến đương thời, nhưng sự biện giải của nó cũng để ngỏ khả năng rằng Giuse có thể đã có những quan hệ thân xác với Maria sau khi Giêsu ra đời (trong cách nói "... cô ấy chưa phải vợ tôi").
Vào thế kỷ V, truyện kể "Lịch sử Giuse Thợ mộc" - sách tự xưng là tiểu sử của Giuse do chính Giêsu đọc để ghi lại - đã mô tả Giuse ở tuổi 90 (Phúc âm của James không nói tuổi cụ thể) góa vợ với bốn con trai và hai con gái. Ông đã đính hôn với Maria (khi đó mới 12 tuổi) và Maria đã về ở với Giuse để nuôi dưỡng con út của Giuse là James. Giuse và Maria cưới nhau 2 năm rưỡi sau đó. Giuse mất năm 111 tuổi, được chăm sóc bởi các thiên thần. Việc khẳng định sự "Đồng trinh trọn đời" (Trinh tuyền vĩnh viễn) của Maria chiếm một nửa tác phẩm này.
Cho đến ngày nay, lập trường chính của Chính Thống giáo Đông phương và Công giáo Rôma vẫn là bảo vệ sự đồng trinh trọn đời của Maria. Chính Thống giáo khẳng định Giuse có một người vợ trước tên là Salome, là mẹ của những người được gọi là "anh em trai" của Giêsu. Sau khi bà Salome mất, Giuse chỉ thuần túy đính hôn với Maria chứ chưa cưới. Quan điểm của Công giáo xuất phát từ các bài luận nghiên cứu của Thánh Jerome cho rằng Giuse là chồng của Maria, nhưng khi nhắc đến các "anh em trai" của Giêsu cần hiểu là anh em họ hoặc anh em cùng cha khác mẹ.
Ngoài ra, cũng có những tranh luận khác về Giuse trong nội bộ Giáo hội. Chẳng hạn, Thánh Bernarđinô thành Siena và một số nhà thần học cho rằng sau khi chết, ông Giuse được lên trời giống như Maria. Giáo hội Hy Lạp cũng tiếp nhận giả thuyết này. Thánh Irenê có trước Thánh Bernarđinô có viết rất nhiều về đề tài này. Nhưng Giáo hội Công giáo không bao giờ chính thức tuyên bố như vậy. Ngoài ra, có tài liệu nói rằng dường như ông cũng có một người em tên là Cleôpha, nhưng không được chứng thực.

## Sự tôn kính Giuse trong Giáo hội Công giáo

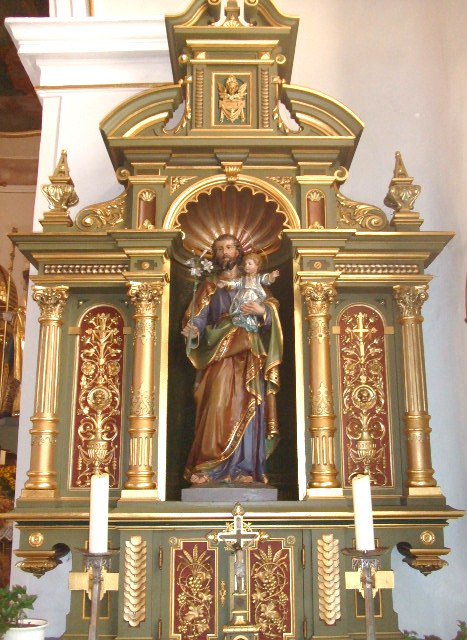
Tượng Thánh Giuse trong một nhà thờ ở Billafingen, nước Đức.

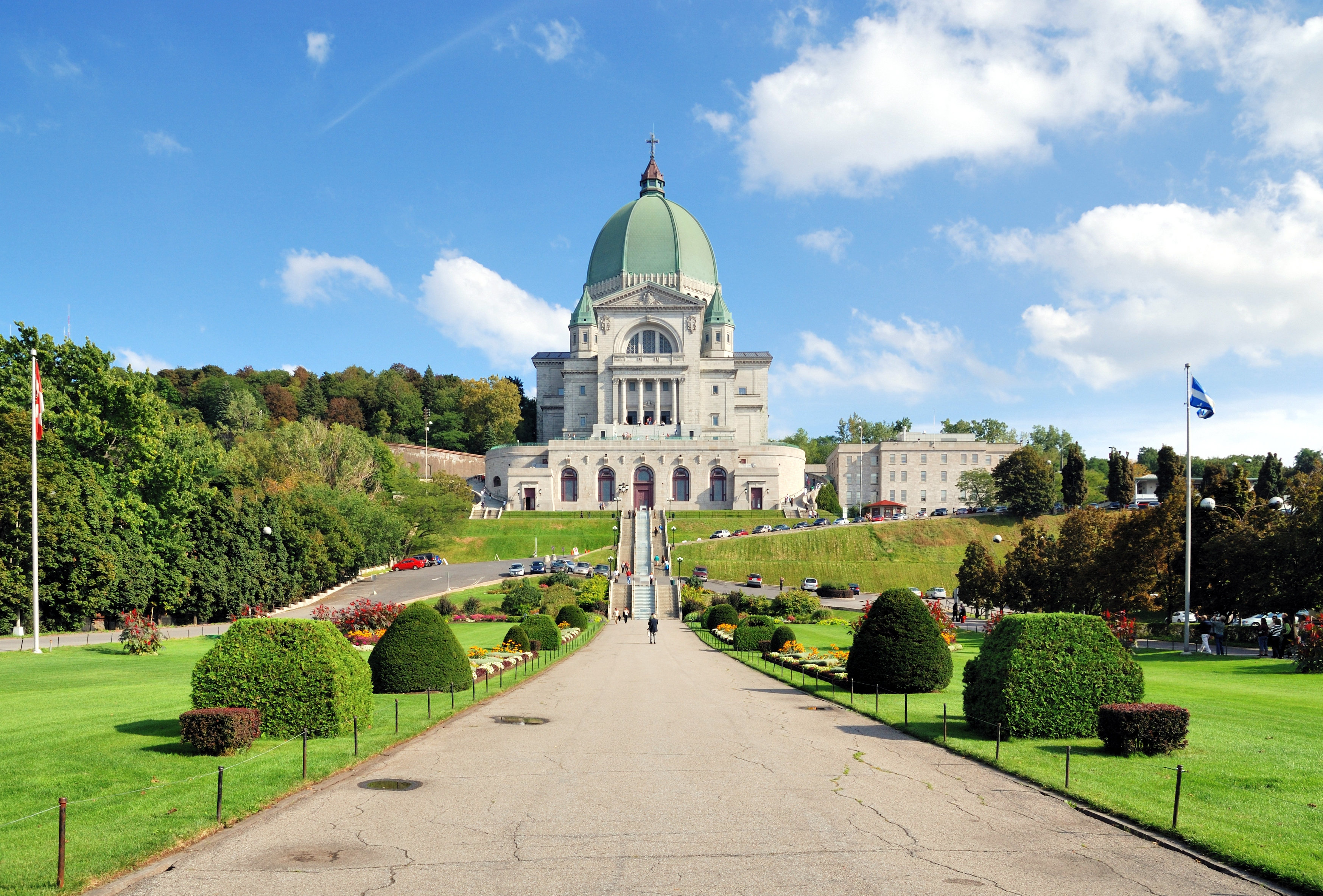
Nhà thờ Thánh Giuse (Saint Joseph's Oratory of Mount Royal) tại Montreal, là nhà thờ lớn nhất tại Canada.

Ngay từ những thế kỷ đầu, Giáo hội Công giáo đã công khai tôn thờ Giêsu và tôn kính Đức trinh nữ Maria. Còn căn cứ theo các sách sử thì Giuse ít được chú trọng hơn. Vì ban đầu, họ đang cần củng cố giáo lý về thiên tính của Giêsu và sự đồng trinh của Maria. Tuy nhiên, một số giáo phụ như Gioan Kim Khẩu, Giêrônimô, Augustine thành Hippo đã ca ngợi ông Giuse trong các bài giảng của họ. Vào thế kỷ XV, nhà thần học Jean Gerson đọc một bài diễn văn hùng hồn tại Đại Công đồng Constancia (1416) về quyền chức của Giuse và đề nghị lập lễ kính cho ông, để xin ơn bình an cho Giáo hội Công giáo đang trong cơn khủng hoảng. Đồng thời, Hồng y Pierre d'Ailly xuất bản cuốn sách "Những vinh hiển và đặc ân của Thánh Giuse". Từ đó, lễ Kính Giuse được phổ biến trong Giáo hội Công giáo. Khắp châu Âu, nhiều nhà thờ được xây cất để kính ông. Thế kỷ XVI, Thánh nữ Têrêsa thành Avila, một tông đồ sùng tín Giuse, đã cải tổ dòng Cát Minh và dâng kính hầu hết các tu viện bà sáng lập cho Giuse. Đồng thời, bà chép sách cổ vũ việc sùng kính Giuse.
Ở Pháp, ngày 19 tháng 3 năm 1661, vua Louis XIV đã tận hiến nước Pháp cho Giuse, chỉ mười ngày sau khi ông lên ngôi vua. Năm 1704, Giám mục Bossuet đã đọc một bài diễn văn tán dương Giuse, gây ảnh hưởng lớn đến nỗi Giáo hoàng Urbanô VIII đã nâng lễ Giuse lên bậc lễ buộc tại nước Pháp. Tại nước Áo, Hoàng đế La Mã Thần Thánh, Đại Công tước Leopoldo VI của Áo (1677) đã tôn Giuse lên làm Thánh bảo trợ quốc gia và xin phép Giáo hoàng cho lập lễ hôn phối giữa Giuse và Maria, hầu cảm tạ ông đã cho nhà vua sinh được con nối dõi (đặt tên là Joseph), cũng như đã cứu thành Vienna khỏi quân Thổ Nhĩ Kỳ đánh phá. Gia đình Giuse, Maria và Giêsu được gọi là "Thánh Gia". Việc tôn kính Thánh Gia chính thức bắt đầu vào thế kỷ XVII bởi Giám mục Chân phước François de Laval và nhiều nhân vật có thế giá. Dòng Đa Minh và dòng Phanxicô cũng đã góp một phần lớn vào phong trào sùng kính Thánh Gia này.
Năm 1870, Giáo hoàng Piô IX, thể theo đề nghị của các Giám mục thế giới đang nhóm họp Công đồng Vatican I, đã long trọng tôn phong ông làm Đấng bảo trợ toàn thể Giáo hội Công giáo. Năm 1889, Giáo hoàng Lêô XIII ra một thông điệp thời danh, được gọi là Hiến chương Thần học (Pluries Quamquam), tuyên dương sự vinh hiển của Giuse và truyền lấy tháng 3 làm tháng kính ông. Trong Hiến chương. ông kêu gọi người Công giáo cầu nguyện với Giuse, quan thầy của Giáo hội Công giáo trong những khoảng thời gian khó khăn đối với Giáo hội, như khi sự đồi bại ngày càng tăng, vấn đề đạo đức suy thoái trong thế hệ trẻ.
Từ năm 1950 có rất nhiều những nghiên cứu thần học về Giuse. Ba trung tâm được hình thành, đầu tiên là Valladolid ra đời ở Tây Ban Nha, kế tiếp là trung tâm Saint Joseph Oratory ở Montréal và trung tâm thứ thứ ba là Logate Viterbo, ở Ý. Năm 1955, Giáo hoàng Piô XII đã lập nên lễ Thánh Giuse và đặt ngày kính nhớ vào mồng 1 tháng 5, ngày mà nhiều nước chọn cử hành lễ lao động. Niên biểu không hoàn toàn phổ quát nên lễ Thánh Giuse Thợ cũng được để tự do. Năm 1989, nhân dịp một trăm năm Quamquam Pluries, Giáo hoàng Gioan Phaolô II ban Tông Huấn Redemptoris Custos (nghĩa là người giám hộ của Đấng Cứu Chuộc hay Người Trông Nom Đấng Cứu Thế). Tông Huấn này thảo luận về các tầm quan trọng của ông Giuse trong Thánh Gia, và trình bày quan điểm của Giáo hoàng về Giuse trong kế hoạch cứu chuộc của Thiên Chúa. Bằng cách này Giáo hoàng Gioan Phaolô II đã đưa vị trí của ông thành tấm gương của một người cha đầy yêu thương và gương mẫu trong gia đình.
Ngày 19 tháng 12 năm 2010 Giáo hoàng Biển Đức XVI đã giao phó các linh mục trên toàn thế giới cho sự bảo trợ của Giuse, bằng cách nhắc mọi linh mục nhìn đến vai trò người "cha hợp pháp" của Giêsu, trong kế hoạch cứu độ của Thiên Chúa. Riêng với Giáo hội Công giáo Việt Nam, ông là một vị Thánh đặc biệt quan trọng và được đặc biệt sùng kính một cách phổ biến. Ngày 17 tháng 8 năm 1678, Giáo hoàng Innôcentê XI đã ban hành Tông Hiến Sacrosancti Apostolatus (Thánh vụ Tông đồ) đề tôn nhận Giuse là quan thầy các Giáo phận truyền giáo Trung Hoa (cùng với Đàng Trong, Đàng Ngoài của Việt Nam). Ngày 09 tháng 10 năm 2013, Uỷ ban Phụng Tự của Hội đồng Giám mục Việt Nam đã ra "Thông cáo về việc đọc tên Thánh Giuse trong các Kinh nguyện Thánh Thể". Theo thông cáo này, Hội đồng Giám mục Việt Nam quyết định phải đọc tên Thánh Giuse trong các kinh nguyên Thánh Thể do lòng tôn kính Thánh Giuse (theo như sắc lệnh số Prot.N.215/11L ban hành ngày 11 tháng 5 năm 2013 của Bộ Phụng Tự Thánh và Kỷ Luật Các Bí Tích).

## Hình tượng Giuse trong nghệ thuật

### Trong âm nhạc
Một số tác phẩm âm nhạc viết về Giuse được nhiều người biết đến:
- "Joseph est bien marié" (tiếng Việt: "Giuse đã kết hôn"), là một bản hợp xướng được lấy lời từ Phúc âm, sáng tác bởi Nicolas Chadeville (1696 - 176?) vào năm 1755. Nội dung bản hòa ca, ca ngợi cuộc đời Thánh Giuse từ khi cưới Maria cho tới lúc hạ sinh Giêsu.[80][81]
- "Joseph, Better You than Me", bài hát của ban nhạc rock tới từ Las Vegas, The Killers, hát chung với Elton John và Neil Tennant. Ca khúc được phát hành vào ngày 16 tháng 12 năm 2008.[82] Bài hát là một trong số những tác phẩm tiếp nối truyền thống phát hành nhạc dưới định dạng kỹ thuật số của ban nhạc này vào mỗi dịp Giáng sinh. Bài hát mô tả những khó khăn mà Giuse cảm nhận được khi là cha của "vị cứu tinh" và cho rằng ông đã làm tốt vai trò của mình.[83] Bài hát đã đạt vị trí cao nhất là 88 ở UK Singles Chart, 43 tại Canadian Hot 100 và 64 tại Austria Singles Top 75.[84]

### Trong hội họa
Hình ảnh Thánh Giuse trong hội họa, xuất hiện khá nhiều và sớm, chủ yếu là ở các mảng tranh quanh 4 chủ đề "Chúa Giáng sinh", "Gia đình Thánh", "Giấc mơ của Giuse" và "Hành trình trốn sang Ai Cập". Trong những mảng tranh này, nhìn chung, Giuse luôn được mô tả như là một "nhân vật phụ" với hình ảnh là một người đàn ông nhân hậu, khiêm nhường và tận tụy.
Tranh vẽ riêng về Giuse như là một "nhân vật chính" ra đời khá muộn. Mãi đến thế kỷ XVII mới có những bức tranh nói về nhân vật chính là Giuse đầu tiên. Một số ít, thể hiện hình ảnh Giuse đang bế Chúa Hài đồng Giêsu. Còn lại, phần lớn, xoay quanh chủ đề " Giấc mơ của Thánh Giuse ". Giuse trong những tác phẩm này được mô tả là một người đàn ông với mái tóc màu xám, hơi hói, cùng với một bộ râu theo như phong tục Do Thái. Trong các sách Tin Mừng không cho biết tuổi của Giuse nhưng trong các tác phẩm viết về ông thường mô tả ông như một người già (ngay cả trong thời điểm đám cưới với bà Maria). Nhưng trong các sách Phúc Âm Nhất Lãm Giuse được mô tả trẻ hơn bời Jean Gerson.
Trong những thế kỷ kế tiếp và gần đây Giuse trở thành một nhân vật quan trọng của Thánh Gia, một trụ cột của gia đình và là tấm gương cho những người gia trưởng noi theo. Vì vậy ông thường được mô tả là một người đàn ông trẻ hơn hoặc thậm chí trẻ trung (đặc biệt là trong sự miêu tả của giáo hội Tin Lành). Ông xuất hiện cùng với một công việc thợ mộc bình thường hàng ngày và tham tham gia các công việc của gia đình cùng với bà Maria và người con trai Giêsu, Giuse là một thành viên bình đẳng trong gia đình.
Cá biệt, nhà phê bình nghệ thuật Waldemar Januszczak đã mô tả ông Giuse như là một người già. Ông cho đó là điều cần thiết để nói về sự nhẫn nại của ông Giuse góp phần trong sứ mạng cứu chuộc của con Thiên Chúa. Waldemar Januszczak đã vẽ nên một Maria như một cô thiếu nữ trẻ tuổi (khoảng 15 tuổi còn ông Giuse thì... khoảng 70 tuổi). Tác giả cho đó là "mối quan hệ tình yêu thực sự giữa một là Maria Đồng Trinh và một Giuse với một nhiệm vụ cao cả".
Trong các trình thuật ngụy thư (các sách đã có từ những thế kỷ đầu nhưng không được Giáo hội Công giáo nhìn nhận là sách được linh hướng) có nhiều chi tiết về tuổi tác của Giuse, nhưng không thật đáng tin cậy. Ở đó các tác giả đã quan tâm bảo vệ một vài chân lý thuộc về tín lý, như sự đồng trinh của Maria, thiên tính của Giêsu vừa là Chúa vừa là người.
Các trình thuật này đã ảnh hưởng đến hình tượng của Giuse qua mọi thời đại. Người ta thường thể hiện ông là người cao niên, chống gậy, râu tóc bạc phơ. Thật ra, khi cưới Maria về làm vợ, ông vẫn còn trẻ trung. Vào thời đó các thiếu nữ Do Thái lấy chồng lúc 12 đến 14 tuổi, trong khi con trai trạc 16 đến 18 tuổi. Vì thế, có thể nói Maria trở thành người vợ hứa hôn của Giuse khi lên 12 tuổi, còn Giuse lúc đó tương ứng khoảng 16, 17 tuổi.
Trong một số tác phẩm rất hiếm hoi thời Trung Cổ, Altarpiece Mérode (khoảng 1425) đã mô tả ông Giuse như một người thợ mộc đứng đầu và giỏi giang. Một số bức tượng của Giuse khắc họa hình ảnh ông cùng với những bông hoa huệ tây như là một biểu hiện của việc ông đã được chính Chúa chọn, hay có khi cùng với một cây gậy đi bộ. Một số tranh vẽ ông đội với một chiếc mũ của người Do Thái. Trong một số tác phẩm nghệ thuật của Việt Nam, người ta thường thấy hình tượng ông Giuse đang bế một em bé Giêsu hay ông đang cầm một dụng cụ của nghề mộc (cưa, thước hay búa).

## Thông tin

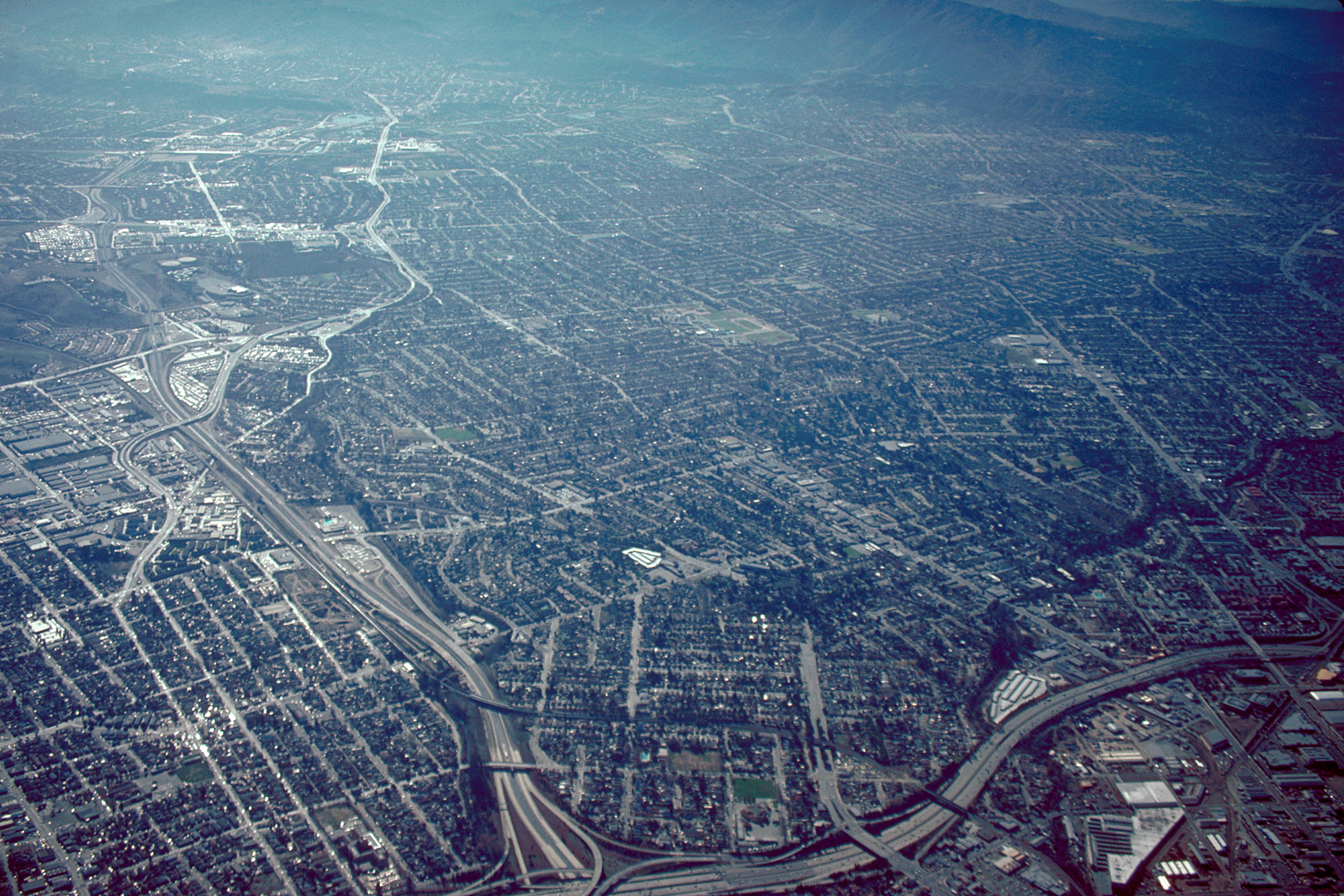
San Jose, California khi nhìn từ vệ tinh. Giao lộ I-280 và Guadalupe Parkway nằm ở dưới. Góc nhìn về phía nam.

### Một số điểm thú vị từ nhân vật Giuse

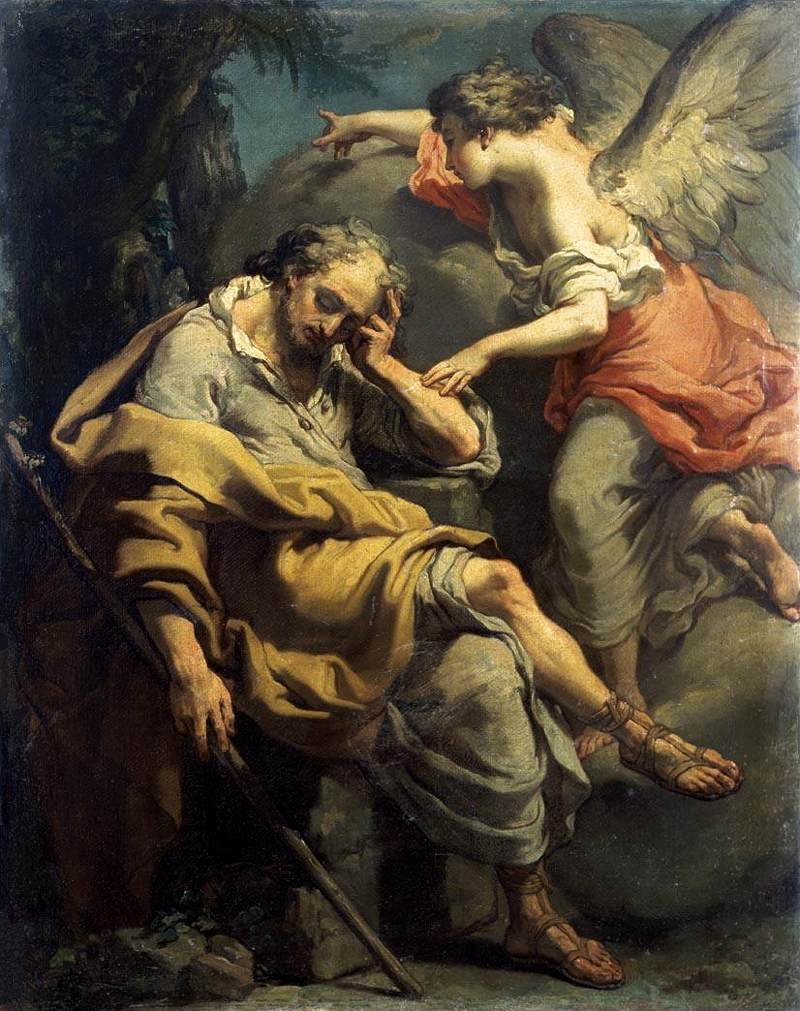
Tranh sơn dầu của họa sĩ người Ý, Gaetano Gandolfi (1734–1802) tựa đề:"Joseph's Dream", tạm dịch: Giấc mơ của Giuse. Tác phẩm mô tả việc Giuse được Sứ thần báo mộng trong giấc mơ.

Trong các sách Phúc âm, "không có tác giả nào ghi lại một lời nào của Giuse nói". Riêng chỉ có Phúc âm Mátthêu ghi lại việc ông Giuse ba lần giữa đêm khuya mau mắn trỗi dậy và làm theo ý Chúa:
Lần I: Phúc âm Mátthêu ghi lại việc, ông Giuse được Sứ thần báo mộng vào giữa đêm: "Hãy trỗi dậy đón Maria về, vì Maria mang thai là do quyền năng Chúa Thánh Thần", nghe được điều này, ông Giuse thực hành tức khắc.
Lần II:Phúc âm kể về việc ông Giuse được Sứ thần báo mộng: "Hãy đem Hài Nhi và Mẹ Ngài trốn sang Ai Cập, vì Vua Hêrôđê sắp lùng bắt Hài Nhi để giết", ông Giuse cũng mau mắn làm theo lời Sứ thần thúc giục.
Lần III: và Phúc âm Mátthêu cũng cho biết, giữa đêm ông Giuse lại được Sứ thần báo mộng: "Hãy trỗi dậy đem Hài Nhi và Mẹ Ngài về đất Israel vì những kẻ tìm hại tính mạng Hài Nhi đã chết rồi" và ông cũng mau mắn thi hành lệnh Chúa như những lần trước.
Ông là một vị Thánh được Giáo hội Công giáo Rôma chọn đến 2 ngày trong năm để tổ chức lễ kính nhớ. Ông được nhiều tín hữu Công giáo tin tưởng và sùng kính vì họ tin rằng, ông giúp họ vượt qua những khó khăn trong cuộc sống. Nhắc đến ông, giáo dân thường hay kể đến nhiều giai thoại về những phép lạ liên quan mà ông được cho là tác giả đã làm giúp họ lúc họ đường cùng. Một số người tin rằng, nếu trong nhà họ có một bức tượng của Giuse thì việc kinh doanh buôn bán hay việc bán ngôi nhà của họ sẽ nhanh chóng, thuận lợi.
Tại nhà nguyện được xây vào thế kỷ XIX ở thành phố Santa Fe, New Mexico, Hoa Kỳ, người ta vẫn thường kể về một giai thoại có liên quan đến phép lạ được cho là của Giuse. Các nữ tu của nhà nguyện đã được một thợ mộc vô danh giúp đỡ làm một cầu thang sau khi họ làm Tuần Cửu Nhật cầu xin Thánh Giuse Thợ. Điểm đặc biệt là: mọi kiến trúc sư, kỹ sư đều cho rằng không thể hiểu được làm thế nào chiếc cầu thang có thể đứng vững mà không có điểm tựa ở trung tâm (như thường thấy ở các cầu thang loại xoắn ốc). Người thơ mộc này đã làm chiếc cầu thang với chỉ một mình mà không cần người trợ giúp. Còn phần gỗ được sử dụng làm cầu thang thì không hề có trong vùng ấy.

### Những thứ được đặt tên theo Giuse
Có rất nhiều thành phố, thị trấn và một số địa danh được đặt tên Giuse (San José, São José, San Giuseppe...). Theo National Geospatial-Intelligence Agency, San José là một tên được đặt cho nhiều địa điểm du lịch nổi tiếng trên thế giới. Như San José, Costa Rica; San Jose, California, Hoa Kỳ; San Jose, Quần đảo Dinagat...
Đối với Giáo hội Công giáo, Thánh Giuse là Thánh bổn mạng của người lao động. Một số lớn nam giới Công giáo thường lấy tên Giuse để nhận làm bổn mạng cho mình. Giuse được chọn làm vị Thánh bảo trợ (bảo hộ) của nhiều quốc gia như Hoa Kỳ, Canada, Hàn Quốc, México, Áo, Bỉ, Croatia, Peru; cũng như ở các bang Carinthia, Styria, Tyrol, Sicilia, cùng nhiều giáo phận như giáo phận Fréjus-Toulon, Pháp. Ở Việt Nam có Tổng giáo phận Hà Nội, Giáo phận Xuân Lộc, Giáo phận Đà Lạt, Giáo phận Thanh Hóa nhận Giuse làm bổn mạng. Có nhiều giáo xứ, các nhà thờ hay giáo họ cũng lấy tên ông làm và nhận làm bổn mạng.

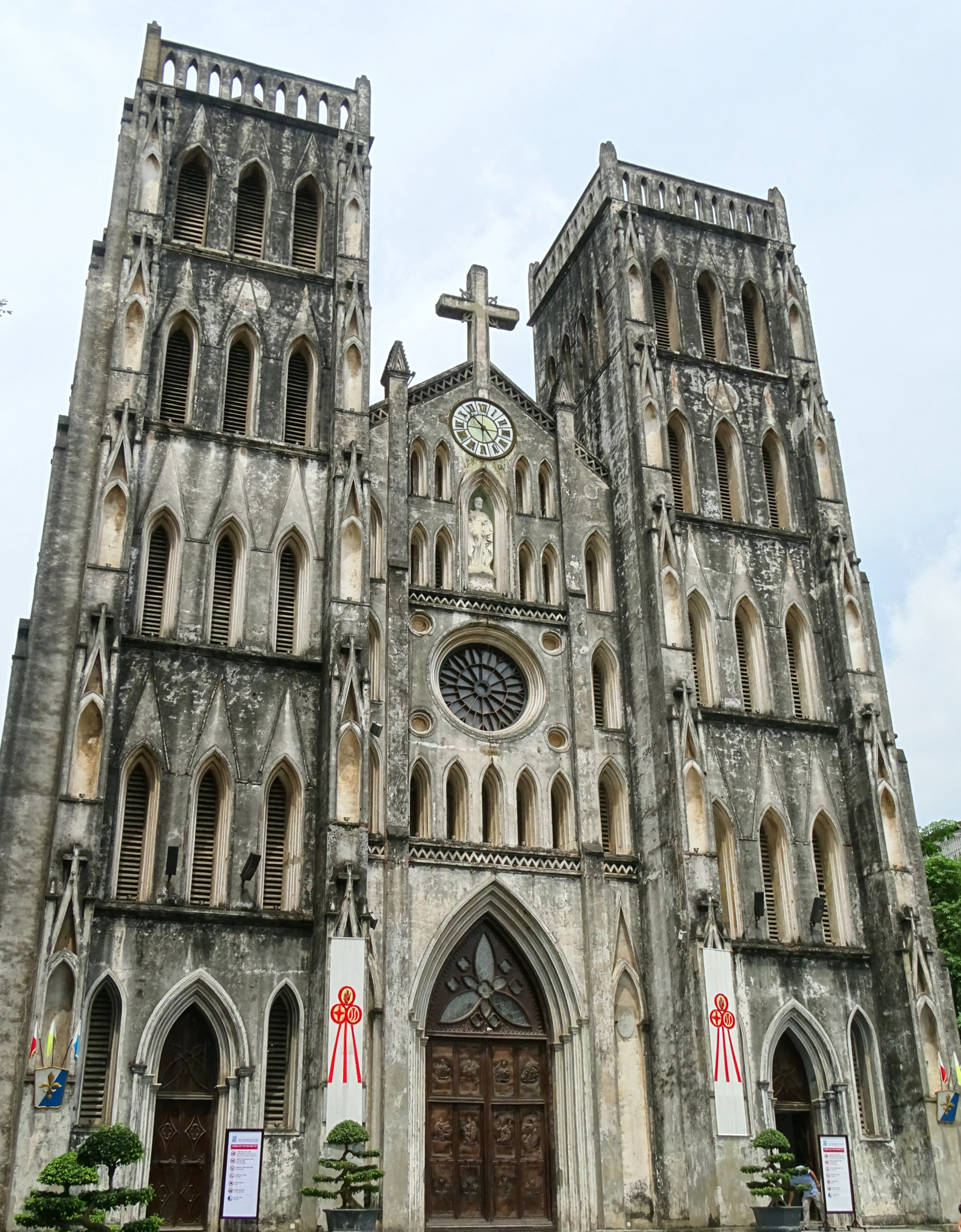
Nhà thờ chính tòa Thánh Giuse ở Hà Nội

Rất nhiều nhà thờ, tu viện... mang tên Thánh Giuse như ngôi đền Saint Joseph's Oratory là nhà thờ lớn nhất ở Canada, Nhà thờ Thánh Giuse, Bắc Kinh, Nhà thờ chính tòa Thánh Giuse, Hà Nội v.v. Ở Việt Nam có 3 đại chủng viện mang tên Thánh Giuse là Hà Nội, Sài Gòn và Xuân Lộc. Nhiều bệnh viện, trường học hoặc các tổ chức nhân đạo, xã hội của Công giáo cũng được mang tên Giuse trải rộng khắp thế giới. Vì vậy có rất nhiều những công trình kiến trúc, văn hóa mang tên hay hình ảnh của ông với nhiều ý nghĩa lịch sử và tầm nghệ thuật có giá trị.

#### Những hội dòng, tu viện mang tên Giuse hoặc nhận ông làm bổn mạng
- Josephite Fathers (C.J.) Dòng Các Cha Thánh Giuse[110]
- Sisters of St. Joseph (C.S.J.) Dòng Các Nữ Tu Thánh Giuse[111]
- Congregation of St. Joseph (C.S.J.) Dòng Thánh Giuse[112]
- Sisters of St. Joseph of Peace (C.S.J.P.) Dòng Các Nữ Tu Thánh Giuse Hòa Bình[113]
- Missionaries of St. Joseph (M.J.) Dòng Truyền giáo Thánh Giuse[114]
- Oblates of St. Joseph (O.S.J.) Dòng Oblates Thánh Giuse[115]
- Miền Dòng Ngôi Lời Thánh Giuse hay còn gọi là Dòng Thánh Giuse[116]
- Dòng Anh em hèn mọn Giuse - Nha Trang
- Dòng Mến Thánh Giá Việt Nam chọn Giuse làm bổn mạng[117]